# پنگویز
پنگویز (به انگلیسی: Penegoes) یک روستا در بریتانیا است که در پویس واقع شده‌است.